# Michele Zanche
Michele Zanche va ser un polític italià, principalment conegut com a personatge de la Divina Comèdia de Dante Alighieri, on és esmentat al Cant XXII de l'Infern, al cinquè fossat del vuitè cercle, entre els estafadors, junt amb Fra Gomita, vicari de Nino Visconti, jutge de Gallura.

## Biografia
Noble sard (d'aquí el "don" en Dante), d'una de les famílies més riques i més treballadores de Sàsser, nascut en 1203 o 1210 - mort el 1275. Es diu que era coix- d'aquí el seu cognom (xanques)- però això no li va impedir casar-se amb Simona Doria, de la famosa i rica família genovesa, ja que ell mateix era un pròcer acomodat.
Estava entre els principals del Jutjat de Torres (o de Logudoro) que es van veure obligats a abandonar Sardenya el setembre de 1234, obtenint protecció i ajuda a Gènova prop dels Doria quan les faccions polítiques pro genoveses (inclosa la dels Zanche) van entrar en aspre conflicte amb el partit favorable a Pisa i també pels increments fiscals amb els quals, després de la mort del jutge Marià II de Torres i el successor Barisò III, el tutor d'aquests, Ithocorre, va tractar de colpejar les famílies del partit contrari del Logudoro.
Zanche va ser senescal del Rei Enzo de Suàbia, segon espòs de la jutgessa Adelàsia de Torres: va guanyar-se la seva confiança i quan, el 1239, Enzo va marxar de Sardenya, va nomenar "don Michele", vicari en el jutjat de Torres (fins i tot aquesta notícia no és històricament segura): no obstant això, va seguir explotant el poder que li havien conferit, en benefici propi, es va enriquir molt fent-se pagar els favors que va repartir entre molts súbdits (com alliberar presoners). Dades segons les cròniques, però no hi ha documents al respecte.
No s'ha comprovat la notícia que donen els comentaristes de Dante segons les quals Zanche, hauria contret matrimoni amb la mare d'Enzo, de qui havia estat senescal i administrador.
Fins i tot després del seu retorn a Sardenya va continuar mantenint tràfics (sembla que il·legals, a causa de la reputació que més tard va tenir d'estafador) amb els genovesos, estenent la seva riquesa patrimonial al Sassarès i, sembla que, acumulant riquesa també a Gènova. En aquesta ciutat vivien les seves filles Richelda, esposa de Giacomo Spinola, i Caterina, esposa de Branca Doria (també dedicada al comerç). Del matrimoni amb Simona Doria van néixer tres fills: un anònim potser anomenat Marià († abans de 1284) que es va casar amb Imelda Sismondi, l'esmentada Caterina (1253-1316) i Richelda (1282 - † abans de 1302), casada amb Giacomo Spinola.
Després de la mort d'Enzo [2], en 1272 a Bolonya, sembla que Zanche va usurpar completament l'autoritat sobirana, de manera que, sense massa raó, alguns escriptors el consideren el darrer jutge de Torres (Logudoro). La desaparició d'Adelàsia va provocar l'extinció del Jutjat de Torres, les terres del qual es van dividir entre els Doria, els Malaspina, el Jutjat d'Arborea i el Municipi lliure de Sàsser.
Michel Zanche fou assassinat a traïció el 1275.

## Llegenda i literatura
Sense dades documentades.

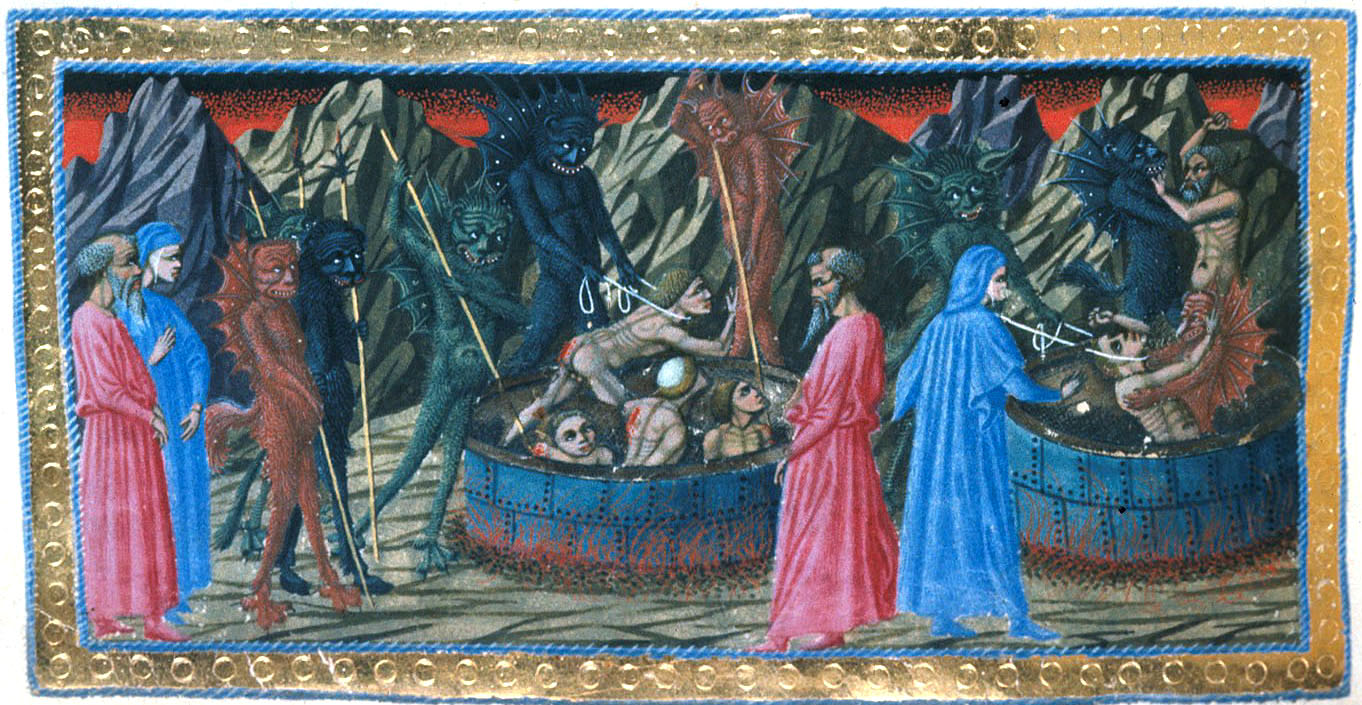
Priamo della Quercia. Cant XXII de l'Infern. Miniatura del.

En 1236, Zanche sembla que va formar part de la trama per assassinar a Sàsser el jove jutge Barisó III de Torres, al qui va succeir la seva germana Adelàsia, el primer marit de la qual Ubaldo Visconti de Gallura, sembla que no desconeixia l'organització del crim.
Es diu que Zanche després de participar en la mort del germà d'Adelàsia, es va casar amb ella (ja divorciada d'Enzo), de la qual va tenir una filla Caterina que es va casar amb Branca Doria. En qualsevol cas, Michel Zanche va exercir el seu ofici, sense tenir en compte que la jutgessa legítima era Adelàsia, a la qual va confinar al castell de Burgos (o el de Goceano) a partir del 1246 i que va morir al voltant de 1259.
D'acord amb el que Dante esmenta i expliquen més àmpliament els comentaristes de la Comèdia, Michele Zanche va ser assassinat o fet assassinar pel seu gendre Branca Doria.
Per raons que no estan clares, però certament vinculades als interessos successoris, el 1275, el gendre Branca Doria va fer  matar a traïció en Zanche durant un banquet al seu castell de Nurra, en presència del seu cosí Barisó Doria (o potser de Giacomino Spinola el seu cunyat): el cos de l'estafador va ser esquarterat. L'assassinat va tenir probablement la finalitat econòmica d'apoderar-se de les riqueses de Zanche, però també un motiu polític pel fet que Zanche s'havia allunyat dels Doria i acostat als Pisans. Altres comentaristes informen que Doria havia madurat el crim durant un període de catorze anys. No és verificable, però sens dubte és possible, que el delicte es produís a Sardenya.
En el moment en què Dante va col·locar el seu viatge a l'Infern, l'any 1300, havien passat molts anys des del crim, és a dir, quan Branca Doria està en l'infern i un diable ha ocupat el seu cos (Infern XXXIII vv. 137-147).
De la fama d'estafador, Dante se'n mostra segur, condemnant-lo al cinquè fossat del vuitè cercle de l'infern al costat d'un altre sard, Fra Gomita: "Amb ell sol conversar don Michel Zanche / de Logodoro" (Infern XXII, vv. 88-89); aquesta fama podria ser coneguda per Dante per diverses fonts, sense excloure la que podia venir per part del seu amic Nino Visconti. Segons  les gloses Selmianes,  podria ser que el mateix Nino després d'haver empresonat Fra Gomita, fos qui va nomenar Michel Zanche com el seu canceller, però: "Don Michel Zanche essent canceller del jutge Nino de Galllura, ràpidament va començar a portar entre mans les finques i revendre pitjor que Don Gomita".